# Wahlkreis Saale-Orla-Kreis I
Der Wahlkreis Saale-Orla-Kreis I (Wahlkreis 33) ist ein Landtagswahlkreis in Thüringen.
Er umfasst vom Saale-Orla-Kreis die Gemeinden Bad Lobenstein, Burgk, Dittersdorf, Dreba, Gefell, Görkwitz, Göschitz, Hirschberg, Kirschkau, Knau, Löhma, Moßbach, Neundorf (bei Schleiz), Oettersdorf, Plothen, Pörmitz, Remptendorf, Rosenthal am Rennsteig, Saalburg-Ebersdorf, Schleiz (ohne den Ortsteil Crispendorf), Tanna, Tegau, Volkmannsdorf und Wurzbach.

## Landtagswahl 2024
Zur Landtagswahl in Thüringen am 1. September 2024 treten folgenden Direktkandidaten an:
| Gegenstand der Nachweisung | Gegenstand der Nachweisung | Erst- stimmen | Erst- stimmen | Zweit- stimmen | Zweit- stimmen |
| Bewerber                   | Partei                     | Anzahl        | %             | Anzahl         | %              |
| -------------------------- | -------------------------- | ------------- | ------------- | -------------- | -------------- |
| Wahlberechtigte            | Wahlberechtigte            | 31.721        | 31.721        | 31.721         | 31.721         |
| Wähler                     | Wähler                     | 24.345        | 24.345        | 24.345         | 76,7           |
| Ungültige Stimmen          | Ungültige Stimmen          | 329           | 1,3           | 174            | 0,7            |
| Gültige Stimmen            | Gültige Stimmen            | 24.016        | 98,7          | 24.171         | 99,3           |
| davon                      |                            |               |               |                |                |
| Ralf Kalich                | DIE LINKE                  | 3.026         | 12,6          | 2.898          | 12,0           |
| Uwe Thrum                  | AfD                        | 11.391        | 47,4          | 9.826          | 40,7           |
| Katrin Gersdorf            | CDU                        | 7.953         | 33,1          | 5.562          | 23,0           |
| Moritz Kalthoff            | SPD                        | 793           | 3,3           | 735            | 3,0            |
|                            | GRÜNE                      |               |               | 281            | 1,2            |
|                            | FDP                        | 243           | 1,0           |                |                |
|                            | TIERSCHUTZ hier!           | 200           | 0,8           |                |                |
|                            | ÖDP / Familie ..           | 38            | 0,2           |                |                |
|                            | PIRATEN                    | 57            | 0,2           |                |                |
|                            | MLPD                       | 26            | 0,1           |                |                |
|                            | BÜNDNIS DEUTSCHLAND        | 92            | 0,4           |                |                |
|                            | BSW                        | 3.371         | 15,4          |                |                |
|                            | FAMILIE                    | 117           | 0,5           |                |                |
|                            | FREIE WÄHLER               | 255           | 1,1           |                |                |
|                            | WU                         | 110           | 0,5           |                |                |
| Lennart Scheffczyk         | UBV                        | 853           | 3,6           |                |                |

## Landtagswahl 2019
Bei der Landtagswahl in Thüringen 2019 traten folgende Kandidaten an:
| Direktkandidat     | Partei                         | Wahlkreisstimmen in % | Landesstimmen in % |
| ------------------ | ------------------------------ | --------------------- | ------------------ |
| Uwe Thrum          | AfD                            | 29,0                  | 27,2               |
| Stefan Gruhner     | CDU                            | 28,2                  | 22,3               |
| Ralf Kalich        | DIE LINKE                      | 25,1                  | 31,9               |
| Christel Werner    | SPD                            | 6,9                   | 6,4                |
| Sabine Reichmann   | GRÜNE                          | 2,9                   | 2,4                |
| –                  | NPD                            | –                     | 0,4                |
| Felix Schaum       | FDP                            | 4,5                   | 5,0                |
| –                  | PIRATEN                        | –                     | 0,4                |
| –                  | Die PARTEI                     | –                     | 0,9                |
| –                  | KPD                            | –                     | 0,1                |
| –                  | TIERSCHUTZ hier!               | –                     | 0,9                |
| –                  | BGE                            | –                     | 0,2                |
| –                  | DIE DIREKTE!                   | –                     | 0,2                |
| –                  | Blaue #Team Petry Thüringen    | –                     | 0,1                |
| –                  | Graue Panther                  | –                     | 0,4                |
| –                  | MLPD                           | –                     | 0,2                |
| –                  | ÖDP                            | –                     | 0,4                |
| –                  | Gesundheitsforschung           | –                     | 0,5                |
| Christian Meyer    | FREIE WÄHLER                   | 3,2                   | –                  |
| Johannes Rupprecht | Internationalistisches Bündnis | 0,2                   | –                  |

## Landtagswahl 2014
Bei der Landtagswahl in Thüringen 2014 traten folgende Kandidaten an:
| Name                              | Partei                | Anteil der Erststimmen |
| --------------------------------- | --------------------- | ---------------------- |
| Stefan Gruhner                    | CDU                   | 42,1 %                 |
| Ralf Kalich                       | DIE LINKE             | 31,8 %                 |
| Kai Vöcking                       | SPD                   | 11,7 %                 |
| Sandra Scherf-Michel              | FDP                   | 4,9 %                  |
| Janina Geiler                     | Bündnis 90/Die Grünen | 3,9 %                  |
| Wahlberechtigte: 36.147 Einwohner |                       |                        |
| Wahlbeteiligung: 56,4 %           |                       |                        |

## Landtagswahl 2009
Bei der Landtagswahl in Thüringen 2009 traten folgende Kandidaten an:
| Name                              | Partei    | Anteil der Erststimmen |
| --------------------------------- | --------- | ---------------------- |
| Siegfried Wetzel                  | CDU       | 28,9 %                 |
| Ralf Kalich                       | Die Linke | 26,6 %                 |
| Rüdiger Wohl                      | SPD       | 21,9 %                 |
| Frank Stephan Bergner             | FDP       | 6,8 %                  |
| Udo Illig                         | NPD       | 3,9 %                  |
| Andreas Scheffczyk                | UBV       | 11,8 %                 |
| Wahlberechtigte: 38.918 Einwohner |           |                        |
| Wahlbeteiligung: 57,6 %           |           |                        |

## Landtagswahl 2004
Bei der Landtagswahl in Thüringen 2004 traten folgende Kandidaten an:
| Name                              | Partei | Anteil der Erststimmen |
| --------------------------------- | ------ | ---------------------- |
| Siegfried Wetzel                  | CDU    | 38,0 %                 |
| Klaus Peter Möller                | PDS    | 25,6 %                 |
| Stefan Fricke                     | SPD    | 16,4 %                 |
| Thomas Witt                       | FDP    | 4,6 %                  |
| Andreas Werner Scheffczyk         | UBV    | 15,4 %                 |
| Wahlberechtigte: 40.372 Einwohner |        |                        |
| Wahlbeteiligung: 55,0 %           |        |                        |

## Landtagswahl 1999
Bei der Landtagswahl in Thüringen 1999 traten folgende Kandidaten an:
| Name                              | Partei | Anteil der Erststimmen |
| --------------------------------- | ------ | ---------------------- |
| Siegfried Wetzel                  | CDU    | 48,7 %                 |
| Wolfgang Linke                    | SPD    | 20,1 %                 |
| Hannelore Fleischmann             | PDS    | 21,3 %                 |
| Manfred Annemüller                | REP    | 2,7 %                  |
| Andreas Scheffczyk                | VIBT   | 7,2 %                  |
| Wahlberechtigte: 40.852 Einwohner |        |                        |
| Wahlbeteiligung: 60,6 %           |        |                        |

## Bisherige Abgeordnete
Direkt gewählte Abgeordnete des Wahlkreises Saale-Orla-Kreis I waren:
| Jahr | Name             | Partei | Anteil der Erststimmen |
| ---- | ---------------- | ------ | ---------------------- |
| 2019 | Uwe Thrum        | AfD    | 29,0 %                 |
| 2014 | Stefan Gruhner   | CDU    | 42,1 %                 |
| 2009 | Siegfried Wetzel | CDU    | 28,9 %                 |
| 2004 | Siegfried Wetzel | CDU    | 38,0 %                 |
| 1999 | Siegfried Wetzel | CDU    | 48,7 %                 |
| 1994 | Siegfried Wetzel | CDU    | 44,7 %                 |